# Prost JS45
Prost JS45 – bolid Formuły 1 zespołu Prost Grand Prix używany w sezonie 1997.
Na początku roku 1997 Alain Prost postanowił wystawić własny zespół w Formule 1. W tym celu zakupił utytułowany, ale bankrutujący team Ligier i zmienił nazwę zespołu na Prost Grand Prix. Bolid zespołu został zaprojektowany przez Loïca Bigoisa na podstawie Ligiera JS43, który wygrał Grand Prix Monako w sezonie 1996.
Już w pierwszym wyścigu, Grand Prix Australii, obaj kierowcy uzyskali dobre miejsca - Panis był piąty, Nakano siódmy. W Grand Prix Brazylii pierwsze podium dla zespołu wywalczył Panis. W czasie Grand Prix Argentyny Olivier Panis kwalifikacje ukończył na trzecim miejscu, za Williamsami; do Jacques'a Villeneuve'a, który ruszał z pole position, stracił 1,018 sekundy, a o drugie miejsce przegrał o 0,220 sekundy z Heinzem-Haraldem Frentzenem. Shinji Nakano zakwalifikował się na miejscu dwudziestym ze stratą 3,893 sekundy do pierwszego pola. Wyścigu obaj kierowcy nie ukończyli z powodu awarii bolidów. Podczas wyścigu o Grand Prix San Marino Panis ukończył wyścig na ósmym miejscu, a zakwalifikował się z czwartego pola, Nakano zaś nie ukończył wyścigu na skutek kolizji z Hillem na okrążeniu jedenastym. W Grand Prix Monako zapunktował tylko Panis, który zakończył wyścig na czwartym miejscu; Nakano odpadł na trzydziestym szóstym okrążeniu. Grand Prix Hiszpanii Oliver Panis ukończył na drugim miejscu podium, a Nakano nie ukończył wyścigu z powodu awarii skrzyni biegów. W wyścigu na Circuit Gilles Villeneuve w Kanadzie Panis miał wypadek, na skutek którego złamał obie nogi i nie mógł startować w wyścigach przez ponad trzy miesiące. Nakano wyścig ten ukończył na szóstym miejscu. Podczas następnych eliminacji za zastępcę Olivera Panisa wybrano Włocha Jarno Trullego z zespołu Minardi. Jego najlepszym wynikiem było 4. miejsce podczas wyścigu w Niemczech, dzięki któremu zdobył swoje pierwsze punkty w historii startów w Formule 1. Shinji Nakano ostatnie punkty zdobył podczas Grand Prix Węgier, i do końca sezonu nie zdołał już zdobyć punktów. Panis powrócił do zespołu na Grand Prix Luksemburga, które zakończył na szóstym miejscu. W dwóch ostatnich wyścigach nie zdobył ani jednego punktu.

## Wyniki
| Legenda oznaczeń w tabelach wyników Wyświetl szablon na nowej stronie | Legenda oznaczeń w tabelach wyników Wyświetl szablon na nowej stronie                                                                     |
| Oznaczenie                                                            | Wyjaśnienie |
| --------------------------------------------------------------------- | --- |
| Złoty                                                                 | Zwycięzca lub mistrzostwo |
| Srebrny                                                               | 2. miejsce lub wicemistrzostwo |
| Brązowy                                                               | 3. miejsce lub II wicemistrzostwo |
| Zielony                                                               | Ukończył, punktował (w klasyfikacji generalnej, gdy zdobył co najmniej jeden punkt na przestrzeni sezonu, poza trzema powyższymi opcjami) |
| Niebieski                                                             | Ukończył, nie punktował (w klasyfikacji generalnej, gdy nie zdobył co najmniej jednego punktu na przestrzeni sezonu)                      |
| Czerwony                                                              | Nie zakwalifikował się (NZ) |
| Czerwony                                                              | Nie prekwalifikował się (NPK) |
| Różowy                                                                | Nie ukończył (NU) |
| Różowy                                                                | Niesklasyfikowany (NS) (w klasyfikacji generalnej, gdy nie został sklasyfikowany w żadnym wyścigu sezonu)                                 |
| Czarny                                                                | Zdyskwalifikowany (DK) |
| Czarny                                                                | Wykluczony (WYK/EX) |
| Biały                                                                 | Nie wystartował (NW) |
| Biały                                                                 | Kontuzjowany (K/INJ) |
| Biały                                                                 | Wyścig odwołany (OD/C) |
| Bez koloru                                                            | Został wycofany (WYC/WD) |
| Bez koloru                                                            | Nie przybył (NP/DNA) |
| Bez koloru                                                            | Nie brał udziału w treningach (NT/DNP) |
| Bez koloru                                                            | Nie został zgłoszony (–) |
| Pogrubienie                                                           | Start z pole position |
| Kursywa                                                               | Najszybsze okrążenie wyścigu |
| †                                                                     | Nie ukończył, ale jego rezultat został zaliczony ze względu na przejechanie więcej niż 90% dystansu wyścigu.                              |
| *                                                                     | Sezon w trakcie |
| 1/2/3                                                                 | Punktowana pozycja w sprincie kwalifikacyjnym                                                                                             |
| Lista systemów punktacji Formuły 1                                    | |

| Sezon | Konstruktor       | Kierowcy      | Wyniki w poszczególnych eliminacjach | Wyniki w poszczególnych eliminacjach | Wyniki w poszczególnych eliminacjach | Wyniki w poszczególnych eliminacjach | Wyniki w poszczególnych eliminacjach | Wyniki w poszczególnych eliminacjach | Wyniki w poszczególnych eliminacjach | Wyniki w poszczególnych eliminacjach | Wyniki w poszczególnych eliminacjach | Wyniki w poszczególnych eliminacjach | Wyniki w poszczególnych eliminacjach | Wyniki w poszczególnych eliminacjach | Wyniki w poszczególnych eliminacjach | Wyniki w poszczególnych eliminacjach | Wyniki w poszczególnych eliminacjach | Wyniki w poszczególnych eliminacjach | Wyniki w poszczególnych eliminacjach | Wyniki kierowców | Wyniki kierowców | Wyniki konstruktora | Wyniki konstruktora |
| Sezon | Konstruktor       | Kierowcy      | AUS                                  | BRA                                  | ARG                                  | SMR                                  | MON                                  | ESP                                  | CAN                                  | FRA                                  | GBR                                  | GER                                  | HUN                                  | BEL                                  | ITA                                  | AUT                                  | LUX                                  | JPN                                  | EUR                                  | Punkty           | Pozycja          | Punkty              | Pozycja             |
| ----- | ----------------- | ------------- | ------------------------------------ | ------------------------------------ | ------------------------------------ | ------------------------------------ | ------------------------------------ | ------------------------------------ | ------------------------------------ | ------------------------------------ | ------------------------------------ | ------------------------------------ | ------------------------------------ | ------------------------------------ | ------------------------------------ | ------------------------------------ | ------------------------------------ | ------------------------------------ | ------------------------------------ | ---------------- | ---------------- | ------------------- | ------------------- |
| 1997  | Prost-Mugen Honda | Olivier Panis | 5                                    | 3                                    | NU                                   | 8                                    | 4                                    | 2                                    | 11                                   |                                      |                                      |                                      |                                      |                                      |                                      |                                      | 6                                    | NU                                   | 7                                    | 16               | 9                | 21                  | 6                   |
| 1997  | Prost-Mugen Honda | Jarno Trulli  |                                      |                                      |                                      |                                      |                                      |                                      |                                      | 10                                   | 8                                    | 4                                    | 7                                    | 15                                   | 10                                   | NU                                   |                                      |                                      |                                      | 3                | 15               | 21                  | 6                   |
| 1997  | Prost-Mugen Honda | Shinji Nakano | 7                                    | 14                                   | NU                                   | NU                                   | NU                                   | NU                                   | 6                                    | NU                                   | 11                                   | 7                                    | 6                                    | NU                                   | 11                                   | NU                                   | NU                                   | NU                                   | 11                                   | 2                | 18               | 21                  | 6                   |